# EPIC 209036259
EPIC 209036259 — одиночная звезда в созвездии Близнецов на расстоянии (вычисленном из значения параллакса) приблизительно 14355 световых лет (около 4401 парсек) от Солнца.

## Характеристики
EPIC 209036259 — жёлто-белая звезда спектрального класса F. Масса — около 1,03 солнечной, радиус — около 2,22 солнечного. Эффективная температура — около 6300 K.

## Планетная система
В 2016 году командой астрономов, работающих с фотометрическими данными в рамках проекта Kepler-K2, было объявлено об открытии кандидата в планеты EPIC 209036259.01.